# Rangeley
Rangeley – miasto w Stanach Zjednoczonych, w stanie Maine, w hrabstwie Franklin.